# Список мрій
Список мрій (англ. The Life List) — американська романтична комедія-драма 2025 року. Сценаристом і режисером фільму став Адам Брукс, сценарій адаптовано за однойменним романом Лорі Нельсон Шпільман. У головних ролях — Софія Карсон, Кайл Аллен і Конні Бріттон.
Після смерті матері Алекс повертається до своїх дитячих прагнень, намагаючись досягти своїх старих цілей, лише для того, щоб виявити, що досягнення цих мрій всього життя веде її в непередбачену та дивовижну подорож.
Фільм вийшов на Netflix 28 березня 2025 року.

## Сюжет
Мати Алекс Роуз, Елізабет, померла від метастатичного раку. Згідно з її заповітом, робота Алекс в «Rose Cosmetics» скасовується, а її невістка стає генеральним директором. Її будинок залишиться поза ринком протягом року, тому вони можуть використовувати його до тих пір. Всі, крім Алекс, отримають 20 % акцій компанії, її спадщина буде розголошена після виконання поставлених завдань.
Залишившись наодинці, Алекс дивиться відео Елізабет, у якому пояснюється, що її частина спадку буде розблокована після того, як вона виконає список справ, який вона написала у 13 років, щоб не дати їй «осісти» через зобов'язання. Виконавець заповіту, молодий юрист Бред Акерман, перевірить виконання кожного завдання, а потім надасть їй відповідне відео.
Алекс отримує тест на справжнє кохання з чотирьох пунктів. Щоб хтось його пройшов, 1) вона повинна повністю відкрити їм своє серце; вони повинні 2) бути добрими і 3) надихнути її бути найкращою собою і 4) вона могла б уявити собі народити йому дітей.
Алекс показує список своєму хлопцеві Фінну, який з ентузіазмом уявляє, що вони спільно володіють і керують ігровою компанією. Приголомшена, вона підходить до Бреда, приймаючи виклик Елізабет.
На вечорі з відкритим мікрофоном у гумористичному клубі Алекс ефективно впорується із викрикалою. Потім їй доручають виходити із зони комфорту щодня протягом тижня. Тож вона як волонтер навчає старшокласників у притулку. Зіткнувшись із труднощами з одним, Алекс шукає координатора притулку Гаррета Тейлора, з яким вона нещодавно познайомилася, і той дає їй пораду.
Під час замирюючої вечері зі своїм відстороненим батьком Семом, Алекс випадково дізнається, що її біологічний батько — музикант Джонні Альварес. Алекс пропонує своїм братам знайти його і Лукас її підтримує, а Джуліан — відмовляється.
Алекс залучає свого вчителя дитинства по фортепіано, щоб вивчити «Clair de lune», але пізніше вона повинна взяти участь у груповому концерті. Все ще не знаходячи контакт із учнем, вона знову підходить до Гаррета. Однак, оскільки він повинен відвідати благодійну акцію, вона приєднується. Бред також там зі своєю дівчиною Ніною, яка повертається до Нью-Йорка. Побачивши Патріка Юїнга, Алекс зачаровує його.
Зустрічаючись з Ґарреттом, Алекс змушує Юїнга взяти участь у ще одній благодійній акції, де вони метають кільця, ставлячи більше «галочок» у списку. Оскільки їхні активності зазвичай зосереджена на Гарретті, вона запрошує його приєднатися до обідньої вечірки зі своїми розгульними друзями. Потім вони сваряться, тому що він почувався незручно. Гаррет звинувачує її в тому, що вона була з ним лише для того, щоб закрити задачі зі списку, а потім бурхливо йде.
Бред і Ніна везуть Алекс до Вермонта, щоб здивувати Джонні. Ніна, помітивши хімію між Алекс і Бредом, тихо йде. На концерті Джонні підходить до них, оскільки вони витріщалися. Вони спілкуються, домовляючись зустрітися вранці. Після цього Алекс і Бред випивають, а потім мають інтим.
Вранці Джонні уникає їх. Засмучені, але не здивовані, вони мовчки повертаються додому. Прибувши, Алекс дякує Бреду, і він цілує її. У той час як вона дорікає собі за віру, що зустріч з Джонні все виправить, Бред хвалить її. Алекс називає їхню близькість помилкою, а він розповідає, що він з Ніною розійшлися через неї. Засмучена тим, що вона не знала до того, як вони переспали, Алекс починає йти, побачивши Гаррета. Бред наполягає на тому, що вона не любить Гаррета, тому вона сердито йде.
Проте Алекс каже Ґарретту, що, хоча він сумував за нею, вона наполягає на тому, що те, що йому не сподобалося тієї ночі в її квартирі, є важливими елементами для неї. Тому вони розходяться.
Лукас скликає своїх брата і сестру зустрітися в будинку, щоб обговорити його продаж, але дивує їх імпровізованим кемпінгом під повним місяцем. Обоє протестують, але врешті-решт залишаються. Алекс розповідає їм про поїздку до Вермонту, і її брати розповідають, що всі заздрили її близькості з Елізабет. Вона ділиться з ними відео їхньої матері.
Алекс нарешті мириться із Семом. Йдучи до юридичної фірми в грудні, вона здивована, не побачивши Бреда, і очікує, що не отримає спадщини, оскільки список не був виконаний. Однак Алекс таки отримує його: документ на будинок. У своєму останньому відео Елізабет просить її прагнути справжнього кохання, а потім Алекс обіймає її.
Алекс зізнається Бреду, що вона почувалася приголомшеною під час їхньої останньої розмови. Наполягаючи на тому, що він відповідає чотирьом критеріям справжнього кохання, вони обіймаються.
На новорічній вечірці Алекс Джуліан дякує їхній матері за допомогу в прожитті цього року.

## Акторський склад
- Софія Карсон — Алекс
- Кайл Аллен[en] в ролі Бреда
- Себастіан Де Соуза в ролі Гаррета
- Конні Бріттон — Елізабет
- Хосе Сунїга[en] — Семюел
- Жорді Молья в ролі Джонні
- Даріо Ладані-Санчес — Лукас
- Федеріко Родрігес — Джуліан
- Маріанна Рендон[en] — Зої
- Майкл Роуленд у ролі Фіна
- Челсі Фрей[en] в ролі Меган
- Рейчел Зейгер-Хаг[d] у ролі Кетрін
- Лука Падован[d] — Езра
- Марія Юнг — Ніна
- Доннетта Лавінія Грейс[d] — міс Говард
- Джонатан Ліпнік — містер Салліван
- Бен Вархайт[en] в ролі Джексона
- Мері Джой[d] у ролі Саллі Вайман
- Шеннон Барнс у ролі Нелл
- Патрік Юїнг у ролі самого себе

## Виробництво
Режисером фільму став Адам Брукс, який, власне, адаптував однойменний роман Лорі Нельсон Шпільман. Його спродюсувала Ліза Часін з «3dot Productions» і «Netflix».
У березні 2024 року було оголошено, що Софія Карсон очолить акторський склад разом із Кайлом Алленом, Себастьяном де Соузою та Конні Бріттон. У квітні того ж року до складу приєдналися Хосе Сунїга, Жорді Молья, Маріанна Рендон і Челсі Фрей. До акторського складу також увійшли Майкл Роуленд, Даріо Ладані-Санчес, Федеріко Родрігес і Марія Юнг.
Основні зйомки відбулися у вересні 2024 року, місцями зйомок був, в тому числі, Наяк, штат Нью-Йорк.

## Реліз
Список мрій вийшов на Netflix 28 березня 2025 року.

## Сприйняття
На веб-сайті агрегатора оглядів Rotten Tomatoes 45 % із 20 рецензій критиків є позитивними із середнім рейтингом 5,1/10. Metacritic, який використовує середньозважену оцінку, поставив фільму оцінку 49 зі 100 на основі 6 критиків, вказуючи на «змішані або посередні» рецензії. 8 квітня 2025 року він посів перше місце серед фільмів на Netflix у Сполучених Штатах.